# Sønder Bjerge
Sønder Bjerge er en lille landsby, beliggende i Sønder Bjerge Sogn ca. 8 km øst for Skælskør. Sønder Bjerge var stationsby dengang jernbanen Dalmose-Skælskør stadig var i brug.
55°15′58.4″N 11°24′42.07″Ø / 55.266222°N 11.4116861°Ø